# زقة أسترالية
قاذف الأسترالي(Anhinga novaehollandiae) هو طائر ينتمي لعائلة القاذفات ،وهو يعيش في أستراليا واندونيسيا ونيوزيلندا وبابوا وغينيا الجديدة.
- موائله المفضلة هي الأراضي بقرب من المياه العذبة والمياه المالحة بعمق حوالي 0.5 متر.